# Forster Ungeheuer

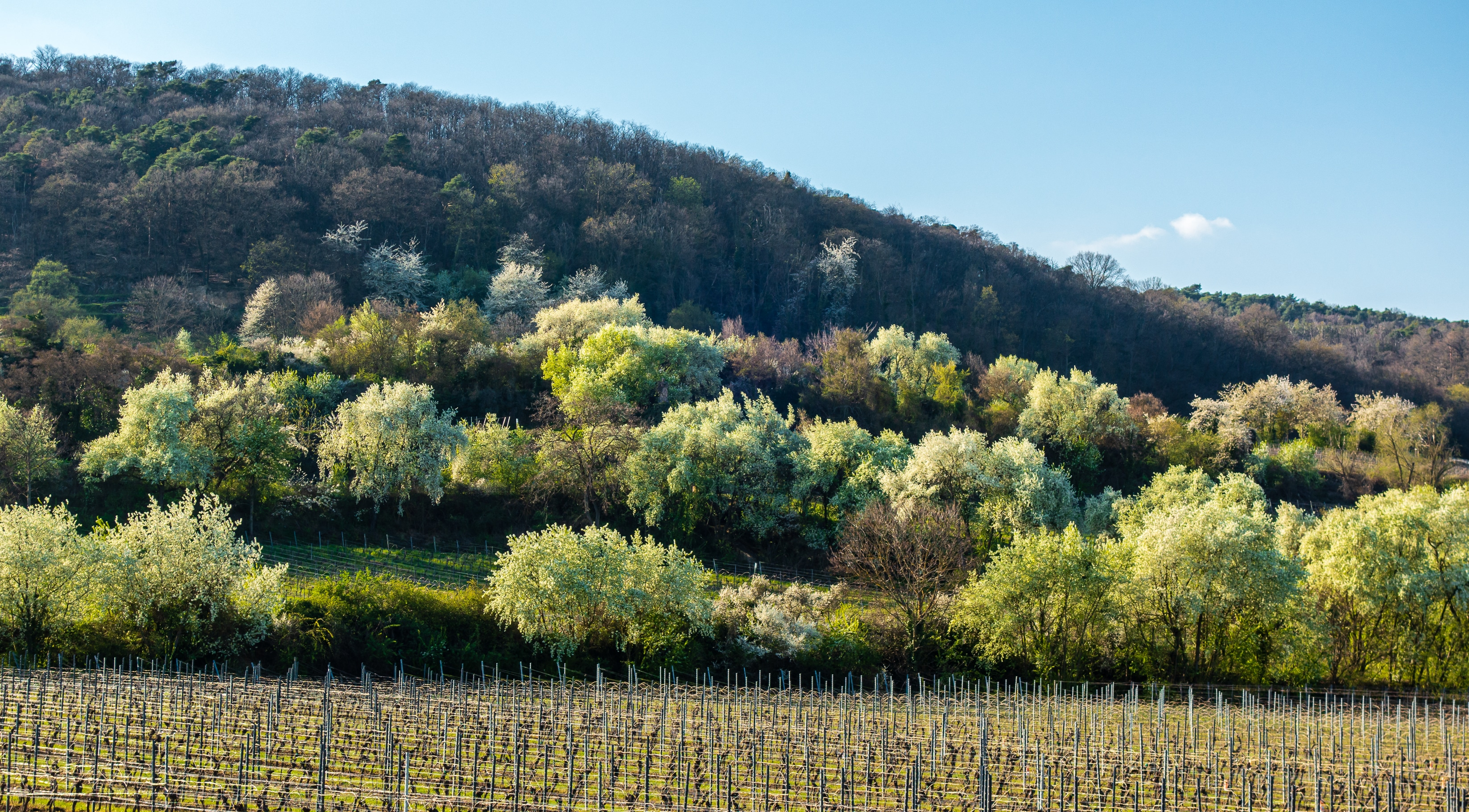
Rand der Weinlage zum Hang hin

Forster Ungeheuer heißt eine 38 Hektar große Weinlage in der pfälzischen Winzergemeinde Forst an der Weinstraße (Rheinland-Pfalz), die fast ausschließlich – kleine Mengen Scheurebe werden noch kultiviert – mit Riesling bestockt ist. Die Lage ist vom VDP größtenteils als Große Lage klassifiziert; die trocken ausgebauten Weine aus diesem Bereich können von VDP-Mitgliedern bei Einhaltung entsprechender Kriterien als Großes Gewächs vermarktet werden. Darüber hinaus existiert ein kleiner Teil („Ziegler“), der als Erste Lage klassifiziert ist.

## Geographie

### Lage
Die Einzellage erstreckt sich westlich der Wohnbebauung der Gemeinde zum Osthang der Haardt hin. Sie gehört als Teil der Großlage Forster Mariengarten zum Bereich Mittelhaardt-Deutsche Weinstraße des Weinanbaugebiets Pfalz.
Die Lage in der heutigen Form entstand 1971 aus der Verschmelzung von insgesamt elf historischen Einzellagen, nämlich Berggewann, Elster {Teilstück}, Fleckinger, Hüttenwingert, Im Unteren Hahnenbichl, Oberes Ungeheuer, Satz, Ungeheuer, Unterer Pfeifer, Weisling, Ziegler.

### Klima
Die Hanglage in einer Höhe von 120 bis 150 m ü. NHN begünstigt in frostigen Frühjahrsnächten den Abfluss kalter Luftmassen zur Rheinebene hin, so dass die Gefahr von Erfrierungen an den jungen Trieben der Reben weitgehend ausgeschlossen ist.

## Geologie
Infolge des Grabenbruchs zwischen Haardtgebirge und Rheinebene trat in der Bruchzone vor etwa 30 Millionen Jahren Basalt aus. Dieser liegt im Raum Forst als dunkles Eruptivgestein zutage, besonders stark am Pechsteinkopf westlich oberhalb der Gemeinde. Der verwitterte Basalt im Boden wird mit seiner Fähigkeit, Sonnenwärme für die Nacht speichern zu können, für die hohe Qualität der Forster Weine verantwortlich gemacht. Zusätzliche Einlagerungen von Kalk lassen Weine mit reifer, weicher Säure gedeihen.

## Name

### Herkunft
Die Bezeichnung „Forster Ungeheuer“ wird auf einen Amtsschreiber in der benachbarten Stadt Deidesheim zurückgeführt, der Johann Adam Ungeheuer hieß und 1699 verstarb. Ein Grabmal mit seinem Namen liegt an der Alten Johanneskirche im nahen Mußbach.

### Beurteilungen
- Trinkspruch des Reichskanzlers Fürst Otto von Bismarck:

„Dieses Ungeheuer schmeckt mir ungeheuer.“

- Gedicht von Emil Helfferich (1878–1972), Großkaufmann aus Neustadt an der Weinstraße:[6]

Forster Ungeheuer

Geht’s dir im Leben einmal gut

Und ist dir nichts zu teuer,

Dann, lieber Freund, mit frohem Mut

Trink Forster Ungeheuer!

Doch geht es dir erbärmlich schlecht

In dieser Welt Gemäuer,

Dann, lieber Freund, und dann erst recht

Trink Forster Ungeheuer!

### Andere „Forster Ungeheuer“

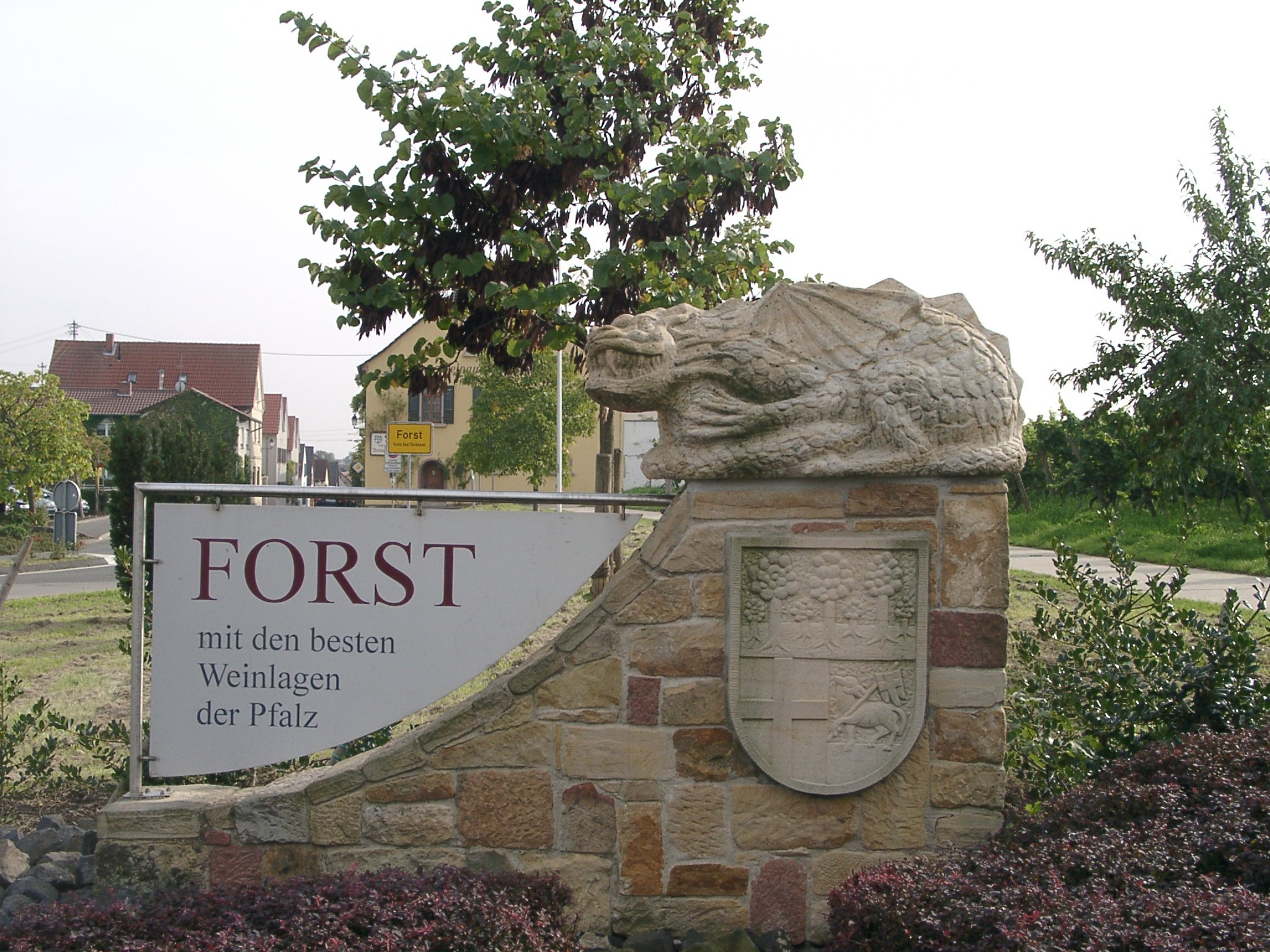
Das Nördliche Ungeheuer
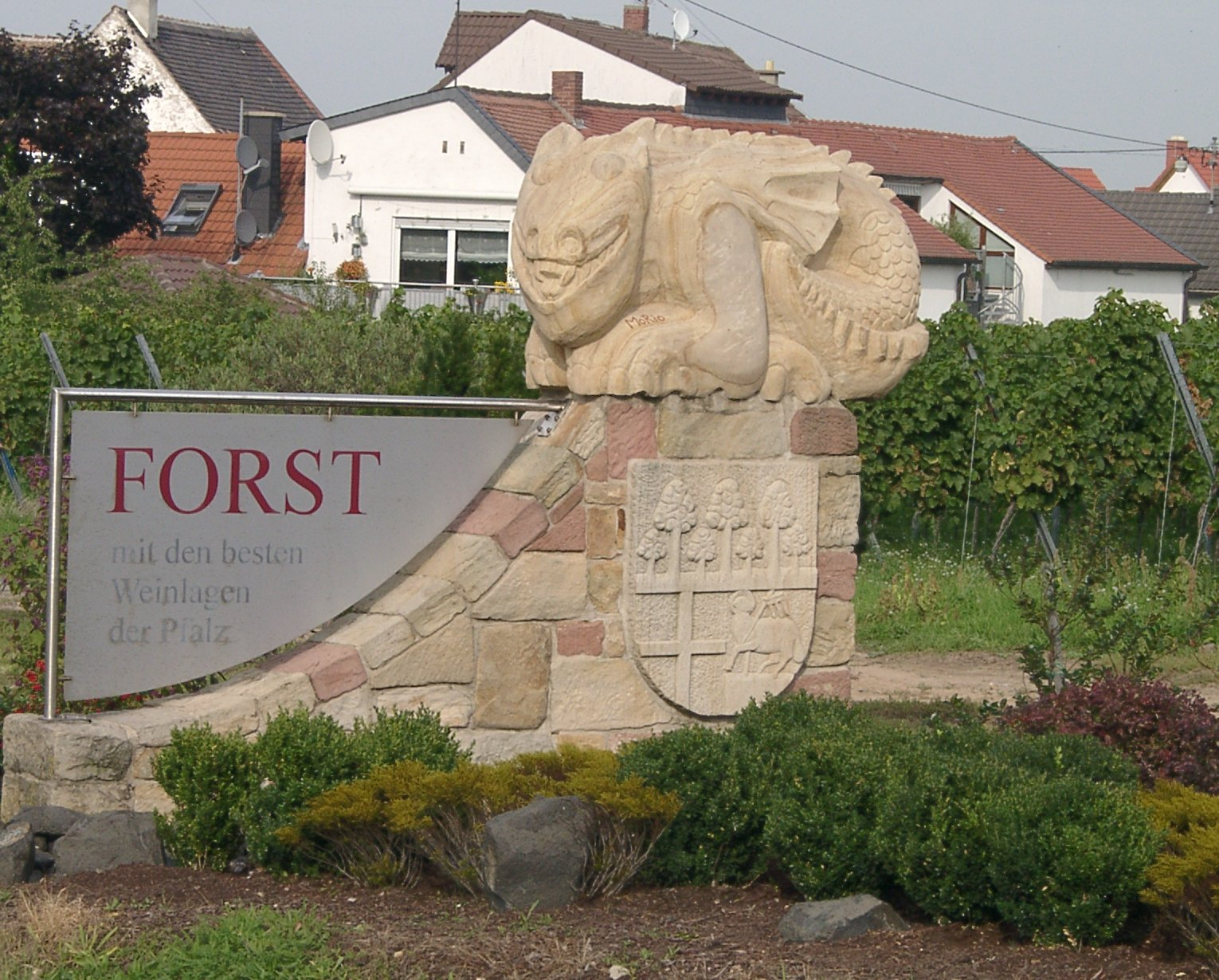
Das Südliche Ungeheuer

Gastronomie
Die örtliche Gastwirtschaft Zum Forster Ungeheuer wirbt damit, dass Napoleon im Spätsommer 1805, als er auf dem Weg nach Austerlitz durch die Pfalz zog, im heutigen „Napoleon-Zimmer“ des Hauses gespeist habe.
Skulpturen
Am nördlichen Ortseingang steht das Nördliche Ungeheuer, eine Steinskulptur von Steinbildhauer-Meisterin Janet Weisbrodt aus dem nahegelegenen Niederkirchen. Das Pendant dazu bildet am entgegengesetzten Ortseingang das Südliche Ungeheuer, das von der Steinbildhauer-Meisterin Bettina Morio aus Deidesheim geschaffen wurde.